# Farska Kolonia
Farska Kolonia (deutsch: Kolonie Adamowitz, früher Pfarrkolonie) ist ein Stadtteil von Strzelce Opolskie (Groß Strehlitz) und ein Schulzenamt der Gemeinde Strzelce Opolskie in Polen.

## Geschichte
Bis 1945 befand sich der Stadtteil im Landkreis Groß Strehlitz. Die als Waldsiedlung neben einem Forsthaus entstandene Anlage befindet sich drei Kilometer nördlich der Stadt Strzelce Opolskie. Der Ortsname Kolonie  deutet dabei auf eine planmäßig gegründete Siedlung des 18. oder 19. Jahrhunderts hin. 